# Kỳ quan thế giới

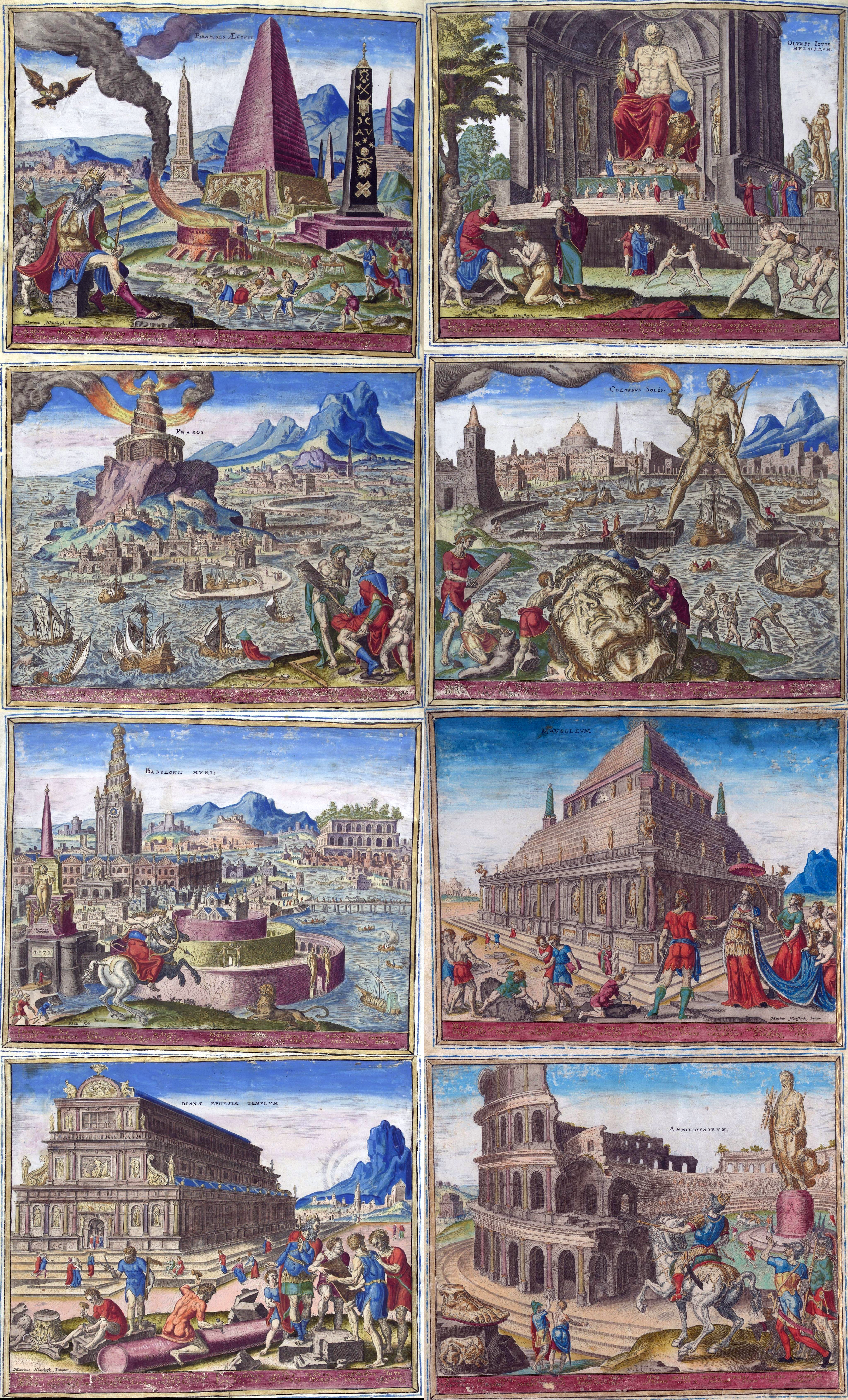
Bảy Kỳ quan thế Giới Cổ đại (từ trái sang phải, từ trên xuống dưới): Kim tự tháp Kheops, Vườn treo Babylon, Đền thờ thần Artemis ở Ephesus, Tượng thần Zeus ở Olympia, Lăng Halicarnassus (còn được biết đến với tên Lăng mộ của Mausolus), Tượng thần Mặt Trời ở Rhodes và Hải đăng Alexandria trong bức tranh vẽ ở thế kỷ 16 của họa sĩ người Hà Lan Maarten van Heemskerck.

Có rất nhiều danh sách về các kỳ quan thế giới đã được biên soạn từ thời cổ đại cho đến nay, liệt kê những kỳ quan hùng vĩ nhất của thế giới tự nhiên và thế giới nhân tạo.
Bảy kỳ quan thế giới cổ đại là danh sách đầu tiên được biết đến về những sáng tạo đặc biệt của thời đại cổ điển, được tổng hợp dựa trên các cuốn sách hướng dẫn nổi tiếng nhất của du khách thời Hy Lạp cổ đại và chỉ bao gồm những danh sách trong khu vực Địa Trung Hải. Người Hy Lạp chọn số bảy vì họ tin rằng nó tượng trưng cho sự hoàn mỹ và phong phú, cũng là vì đó là số của năm hành tinh đã được khám phá đương thời, cộng thêm mặt trăng và mặt trời. Có vô số danh sách tương tự đã được biên soạn.

## Bảy kỳ quan thế giới cổ đại

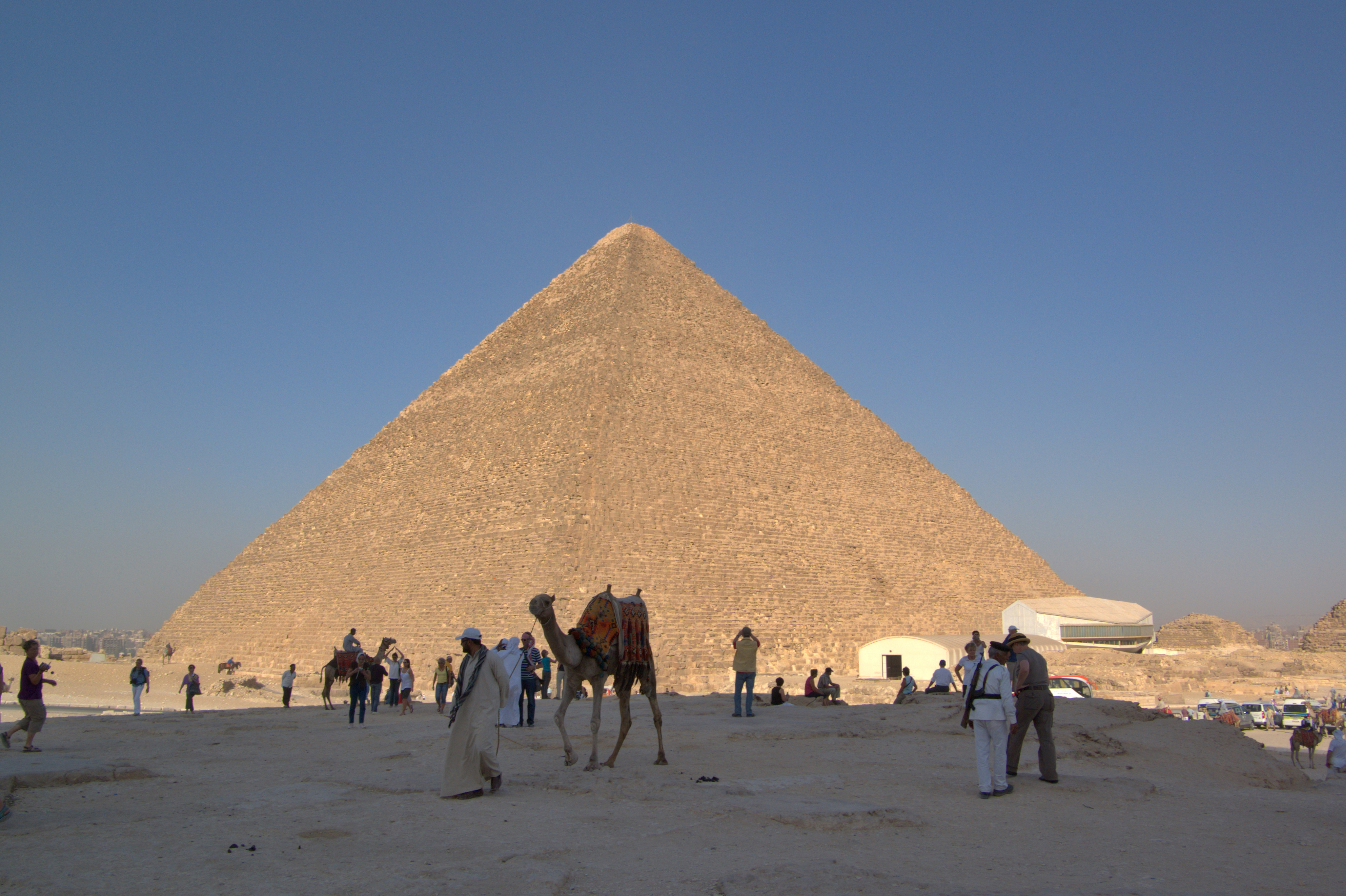
Kim tự tháp Giza, kỳ quan duy nhất của thế giới cổ đại còn tồn tại đến ngày nay.

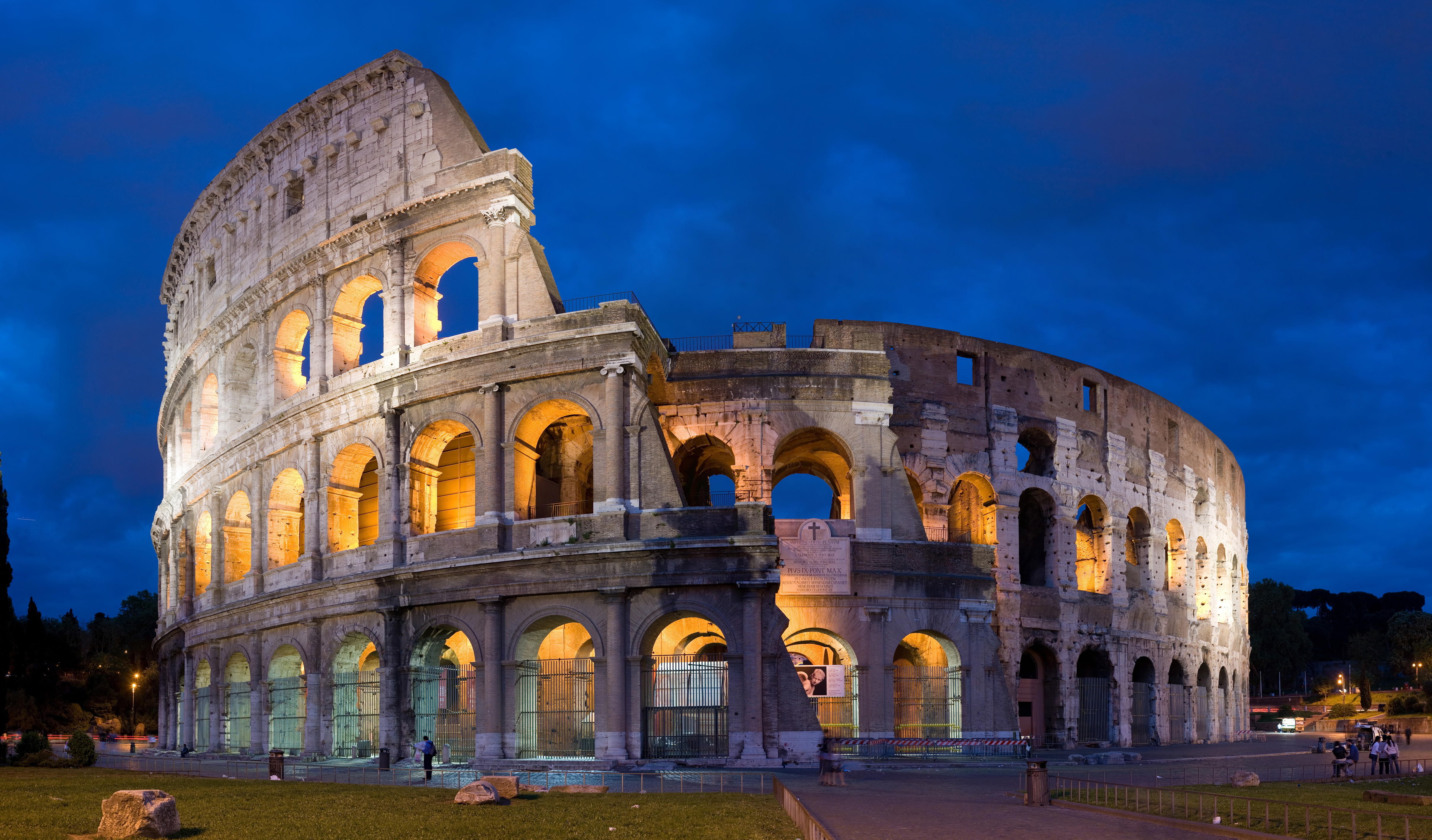
Đấu trường La Mã ở Rome

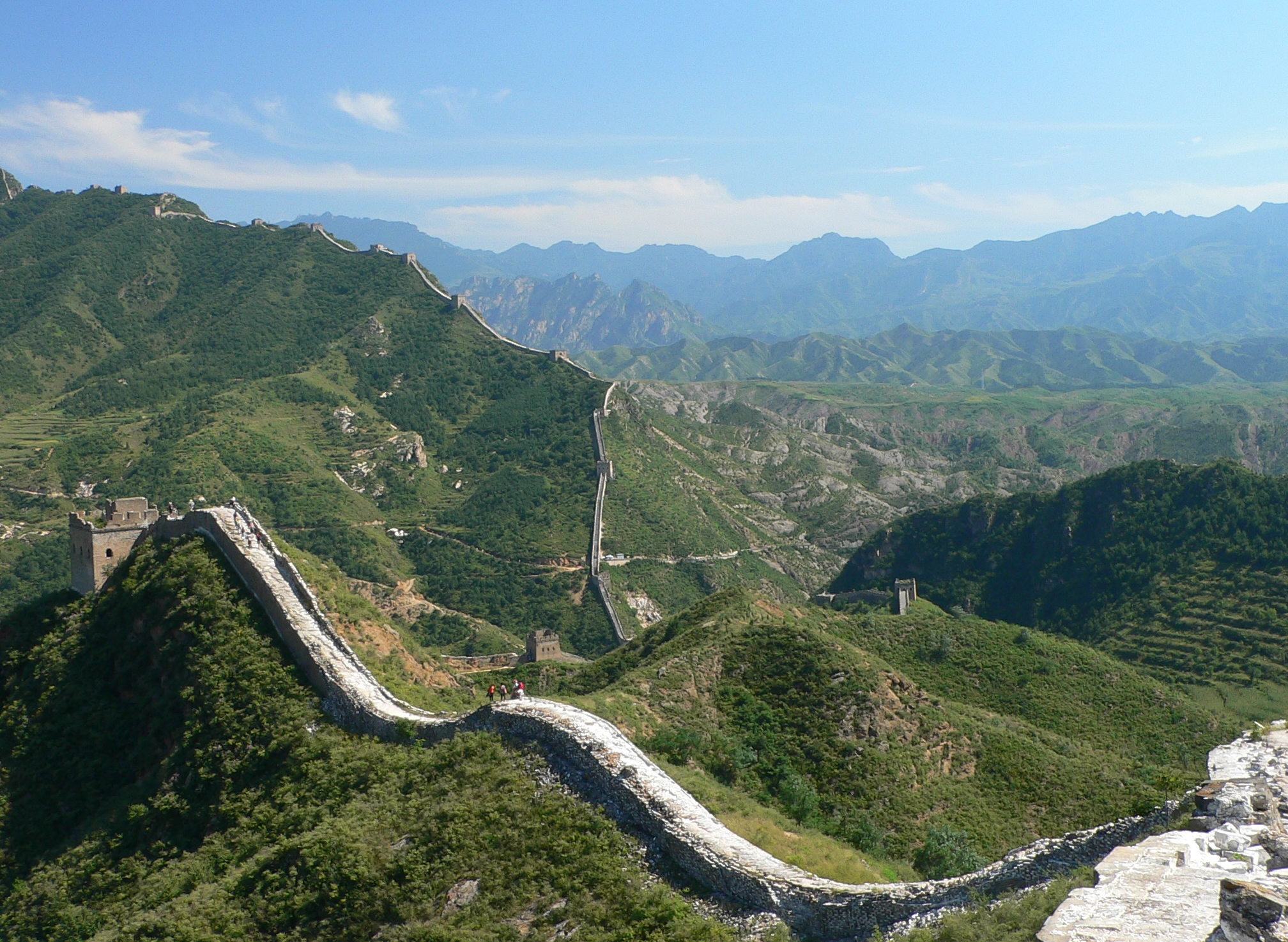
Vạn lý trường thành của Trung quốc

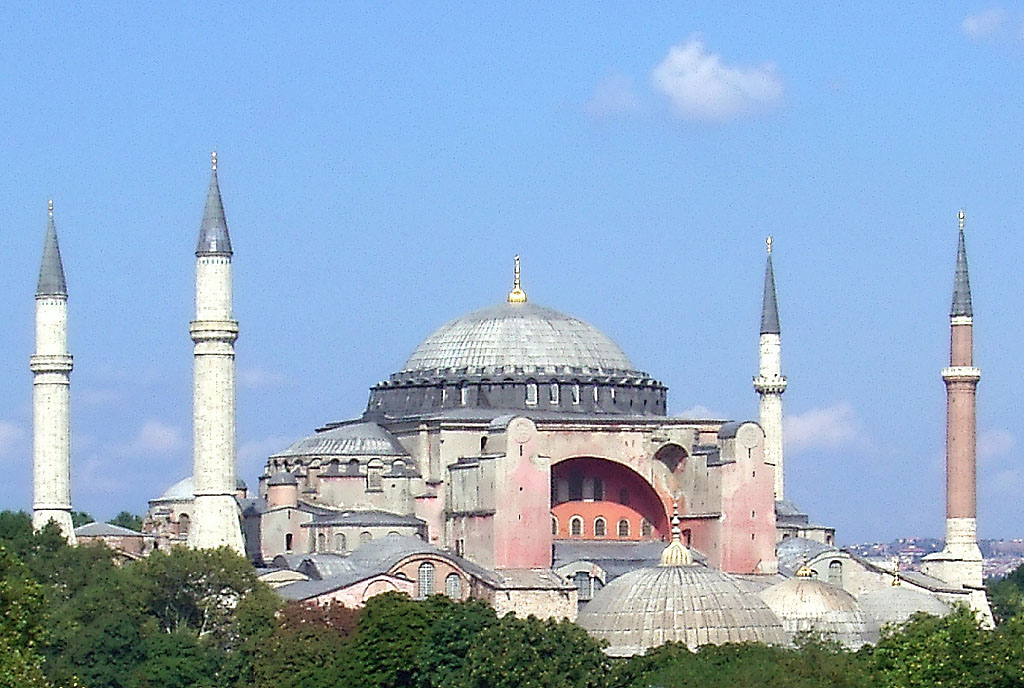
Hagia Sophia

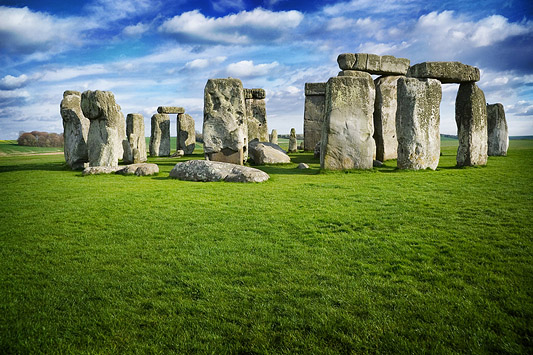
Stonehenge

Machu Picchu

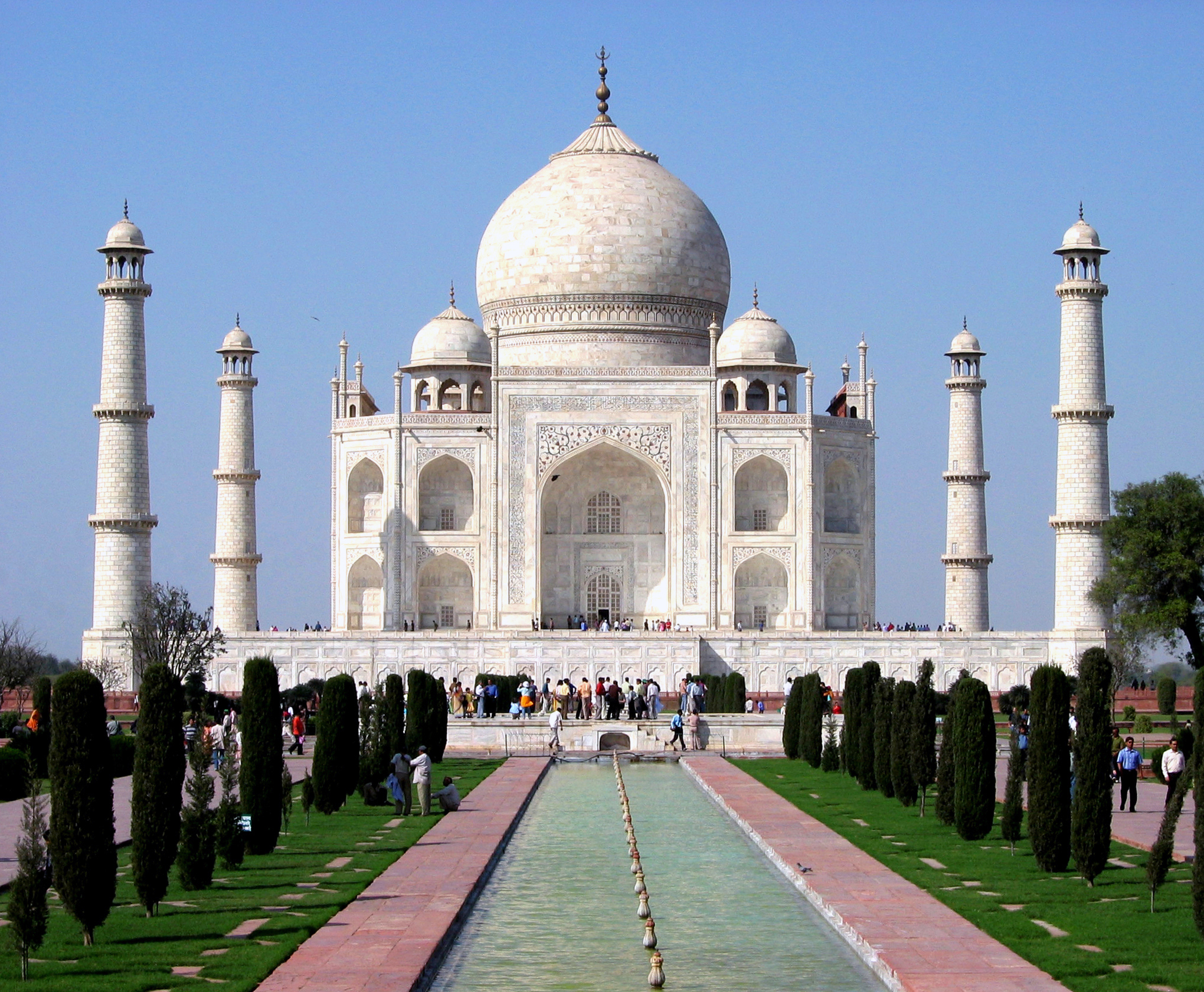
Taj Mahal

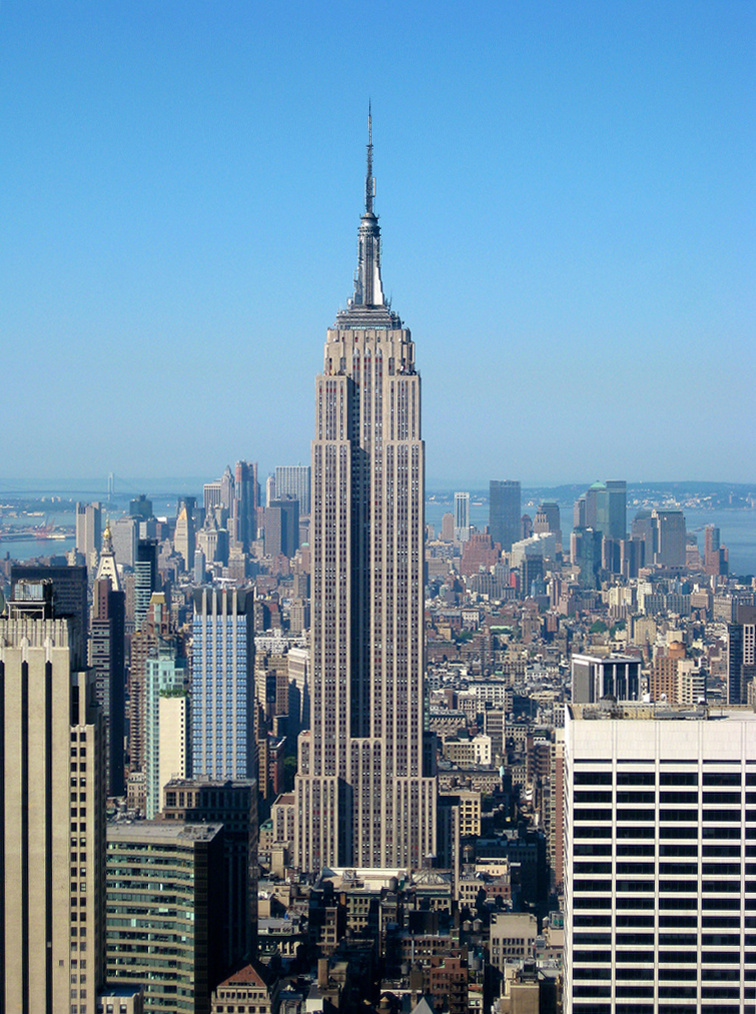
Tòa Nhà Empire State

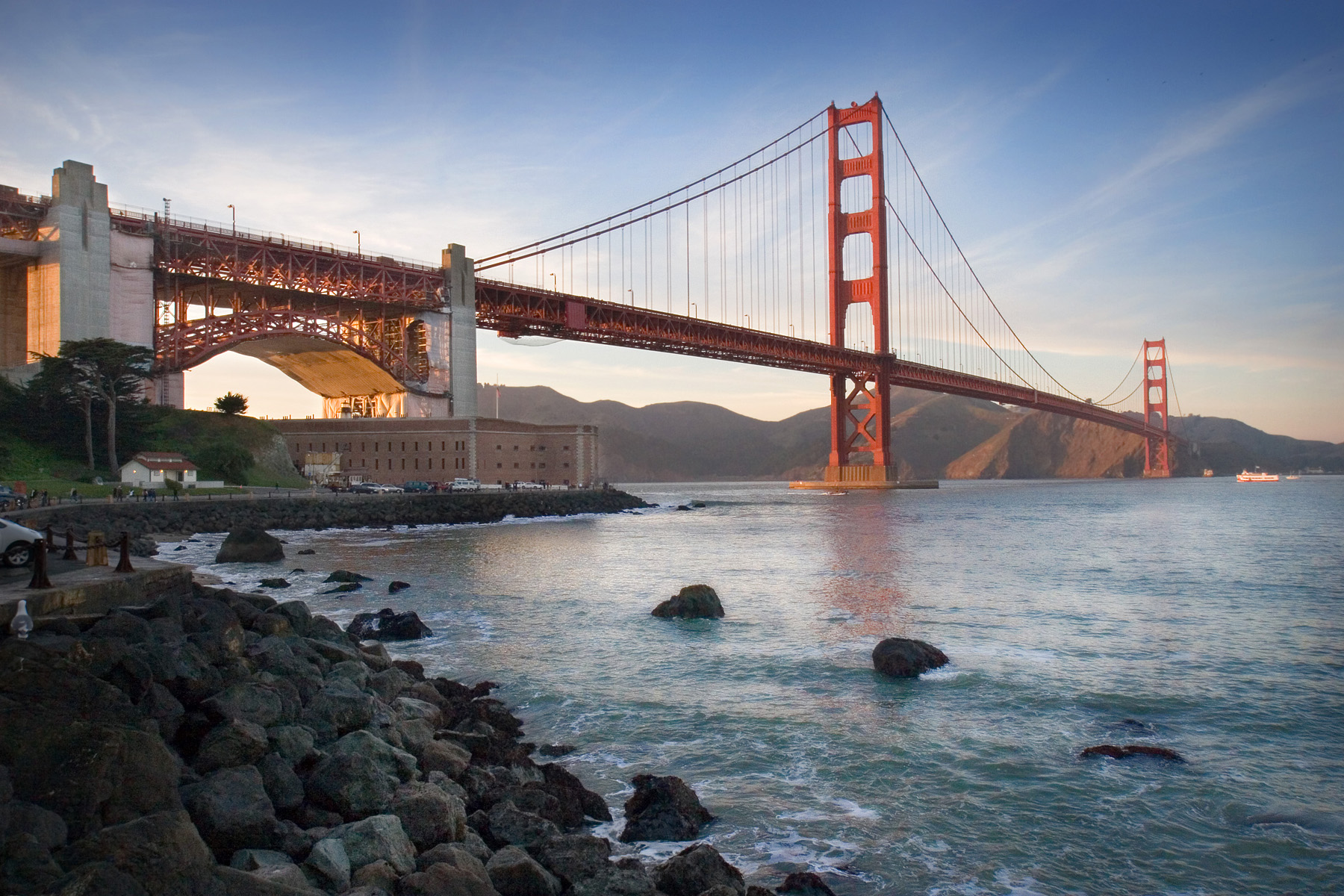
Cầu Cổng Vàng

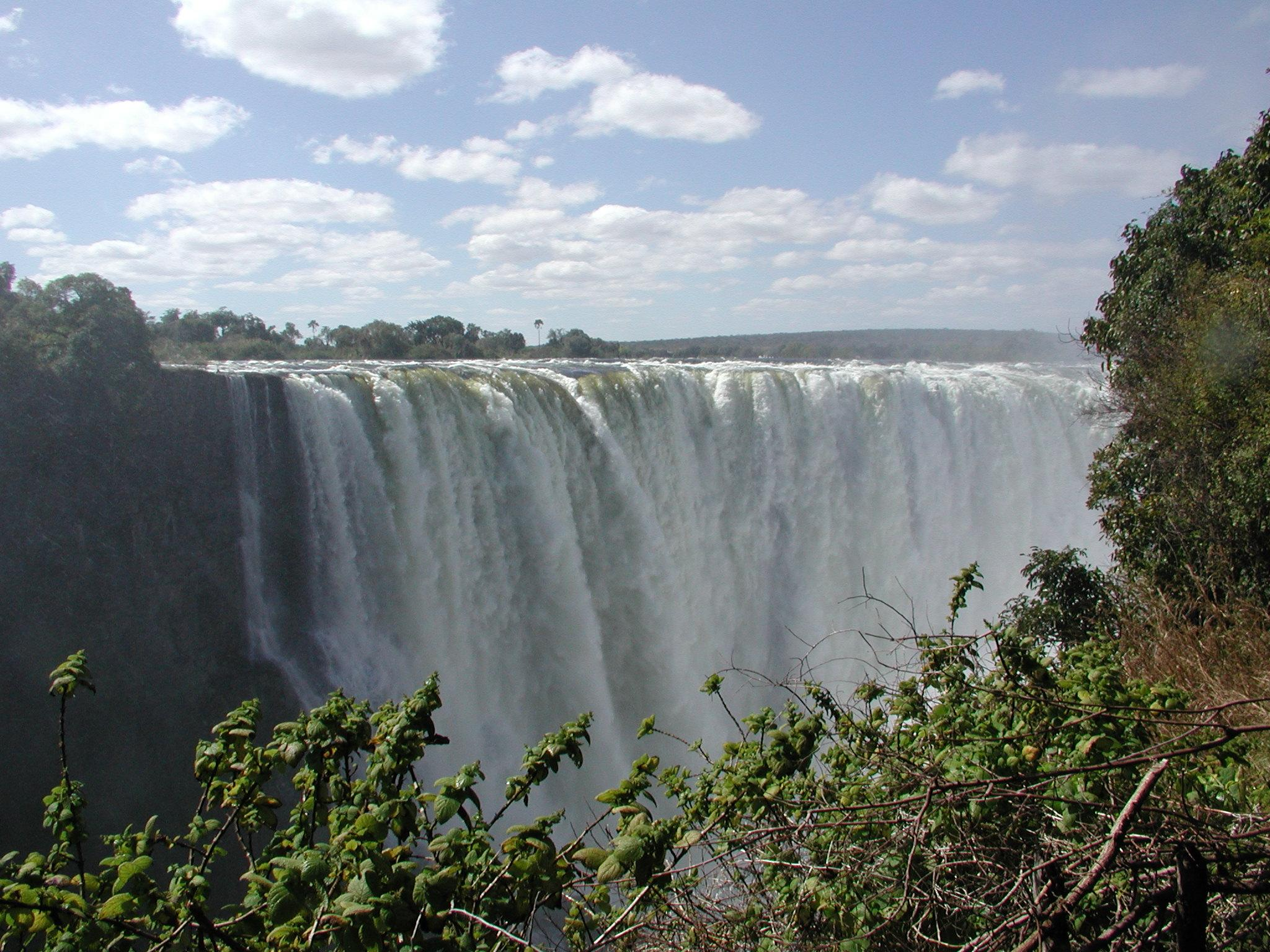
Thác Victoria có những lớp nước chảy chiếm nhiều diện tích nhất trên thế giới

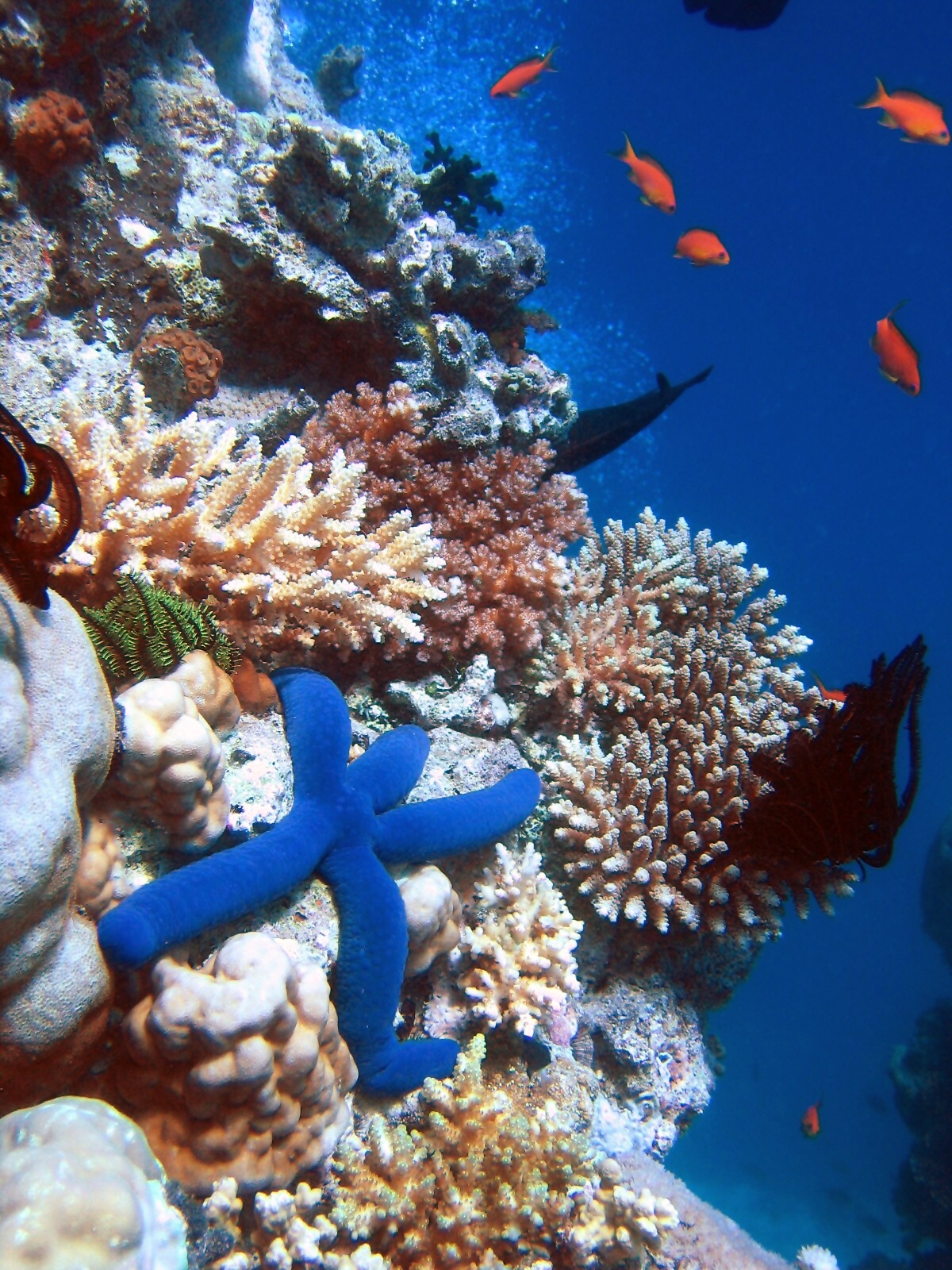
Rạn sang hô Great Barrier

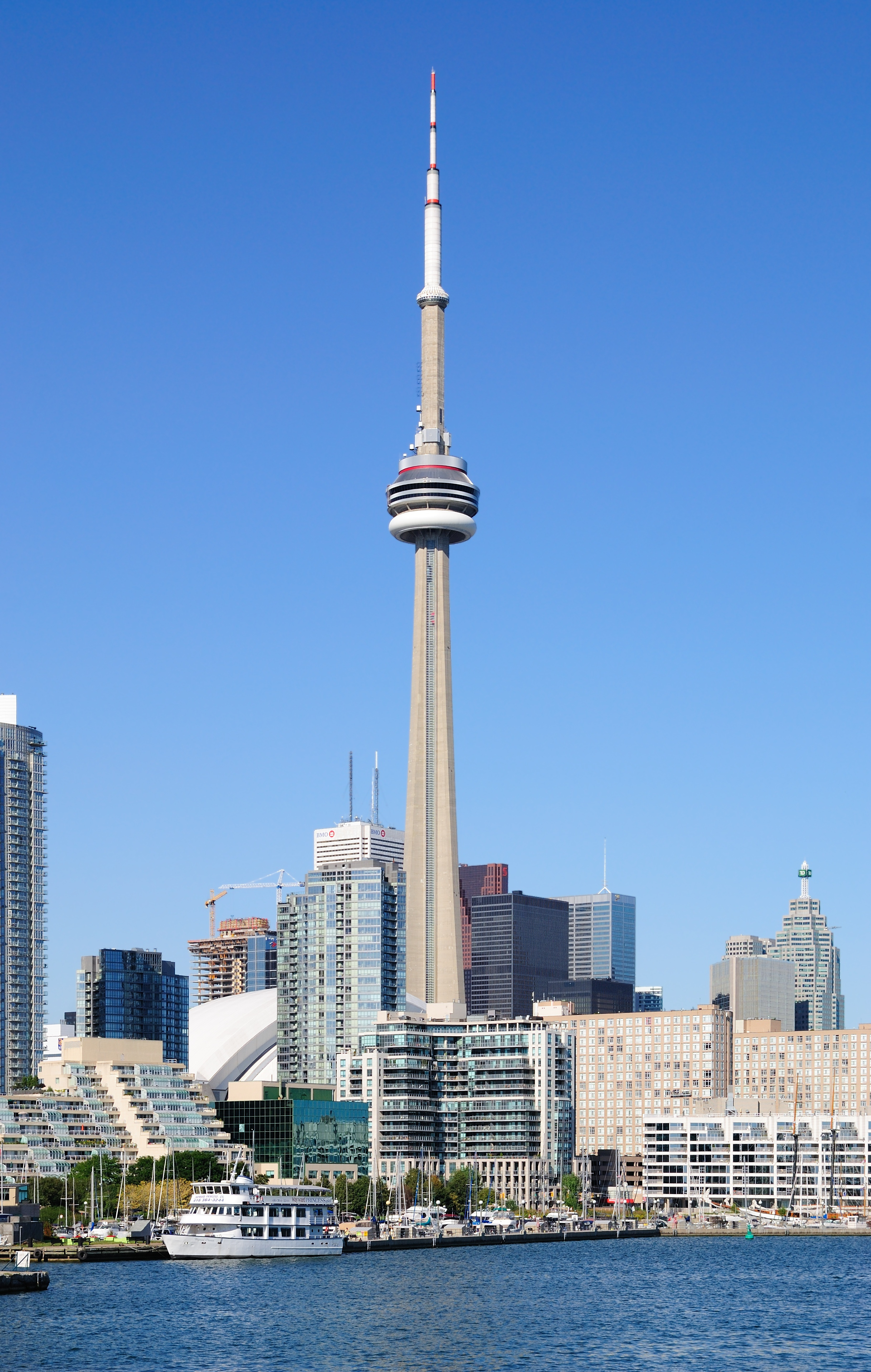
Tháp CN

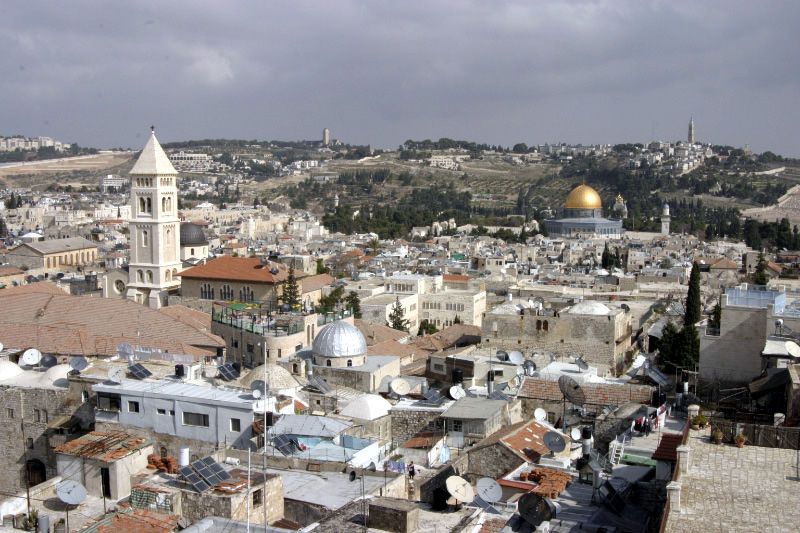
Thành cổ Jerusalem

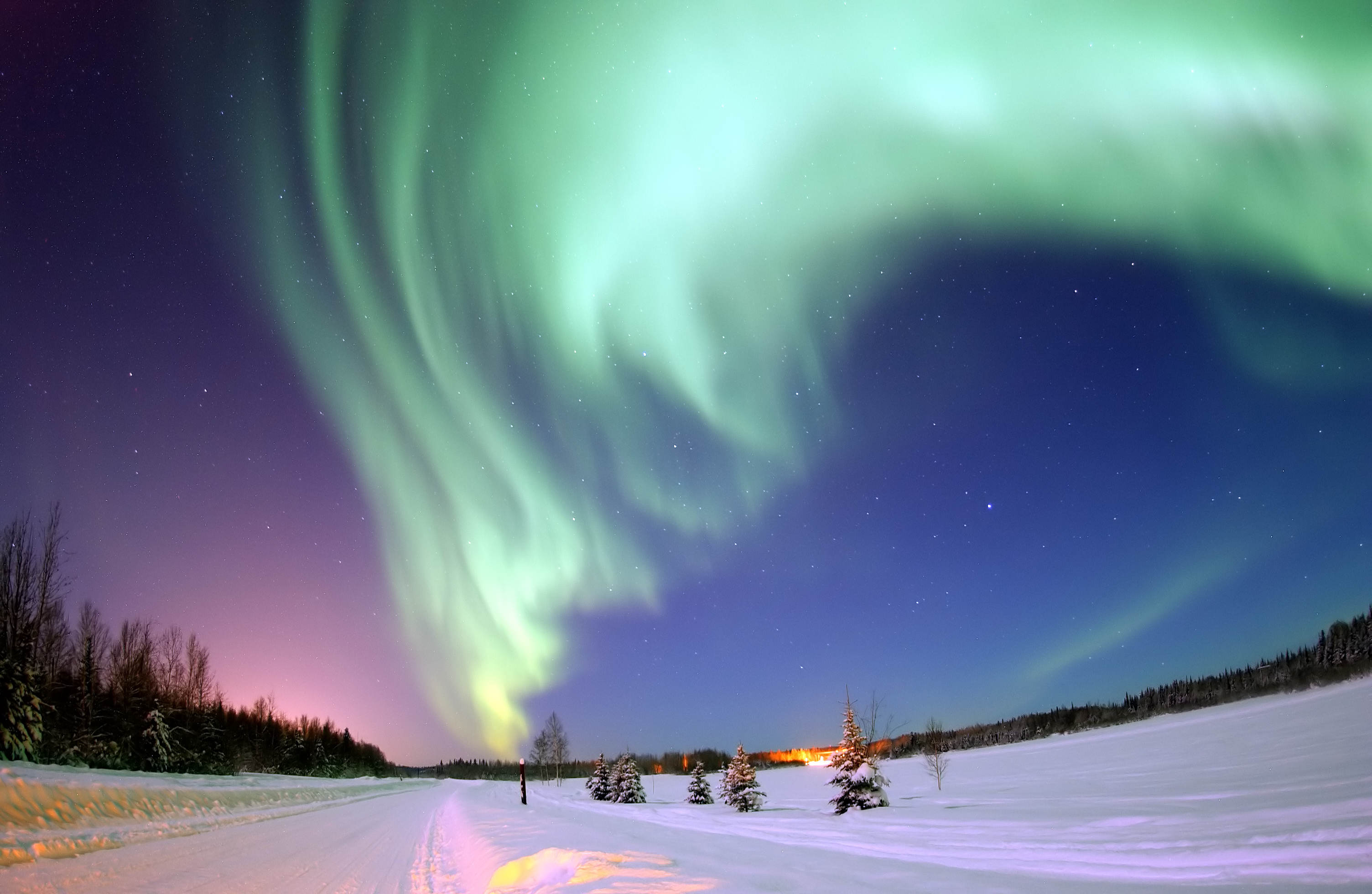
Cực quang (hay Bắc cực quang)

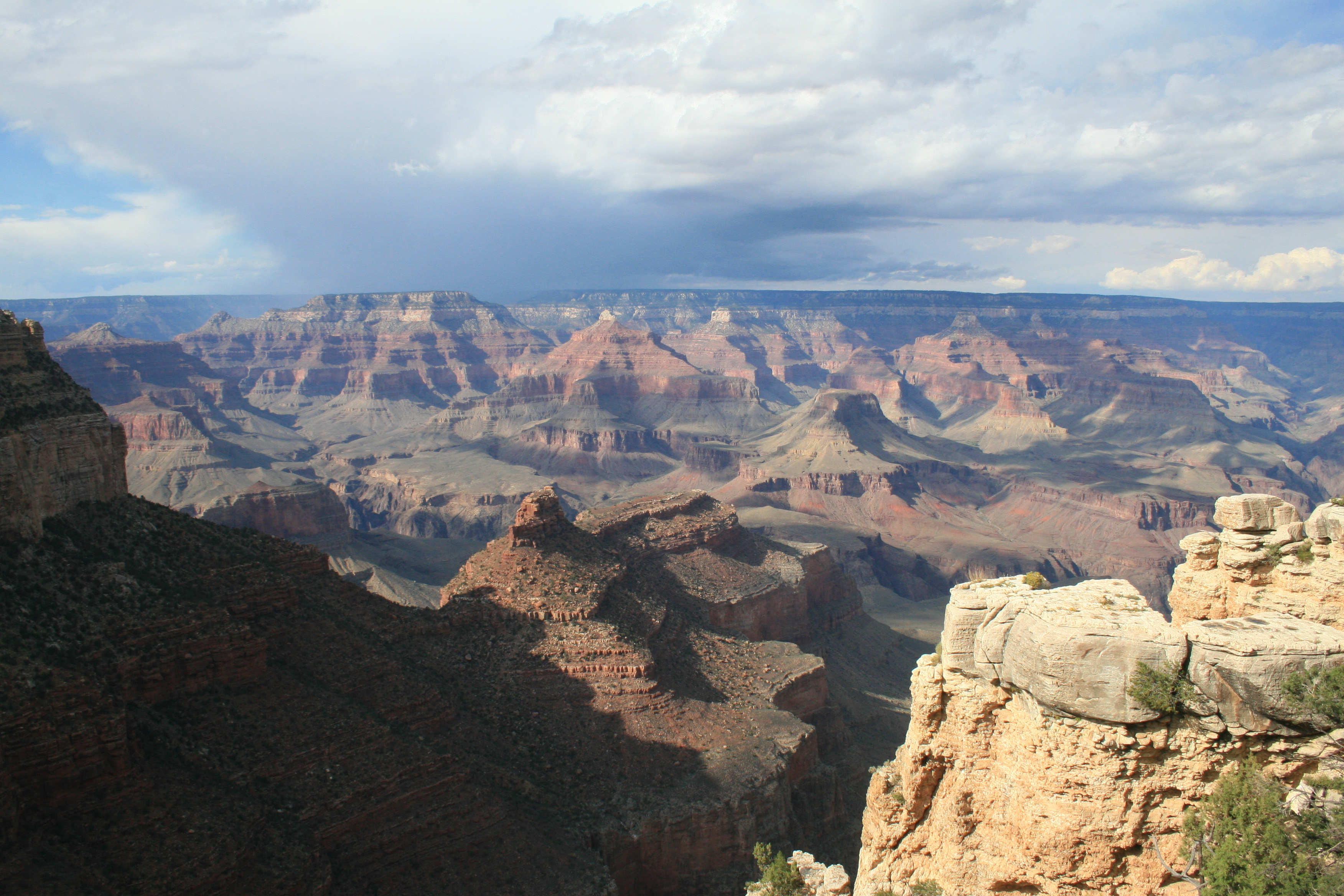
Grand Canyon

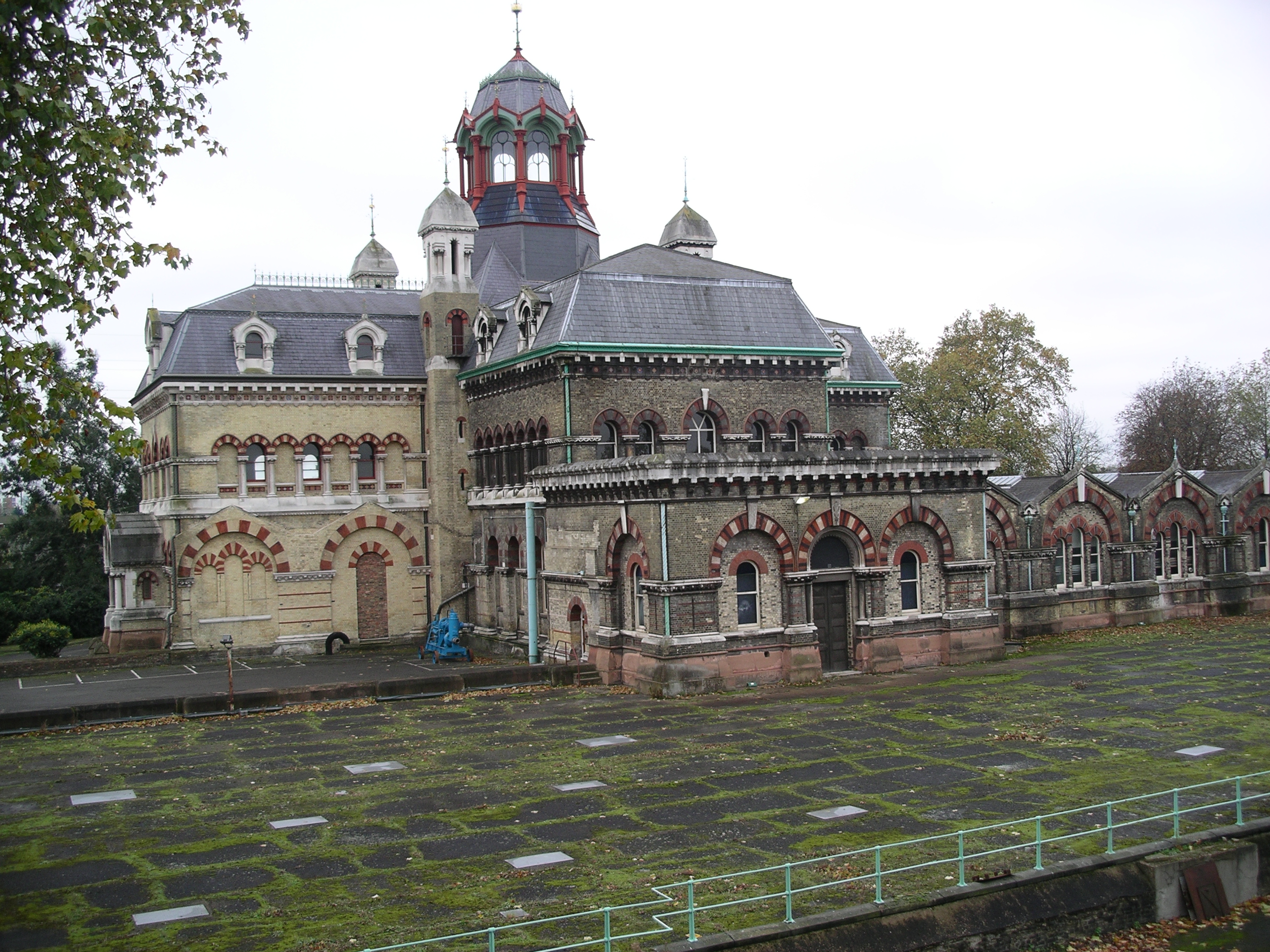
Hệ thống thoát nước ở trạm bơm nước của nhà máy Abbey cũ

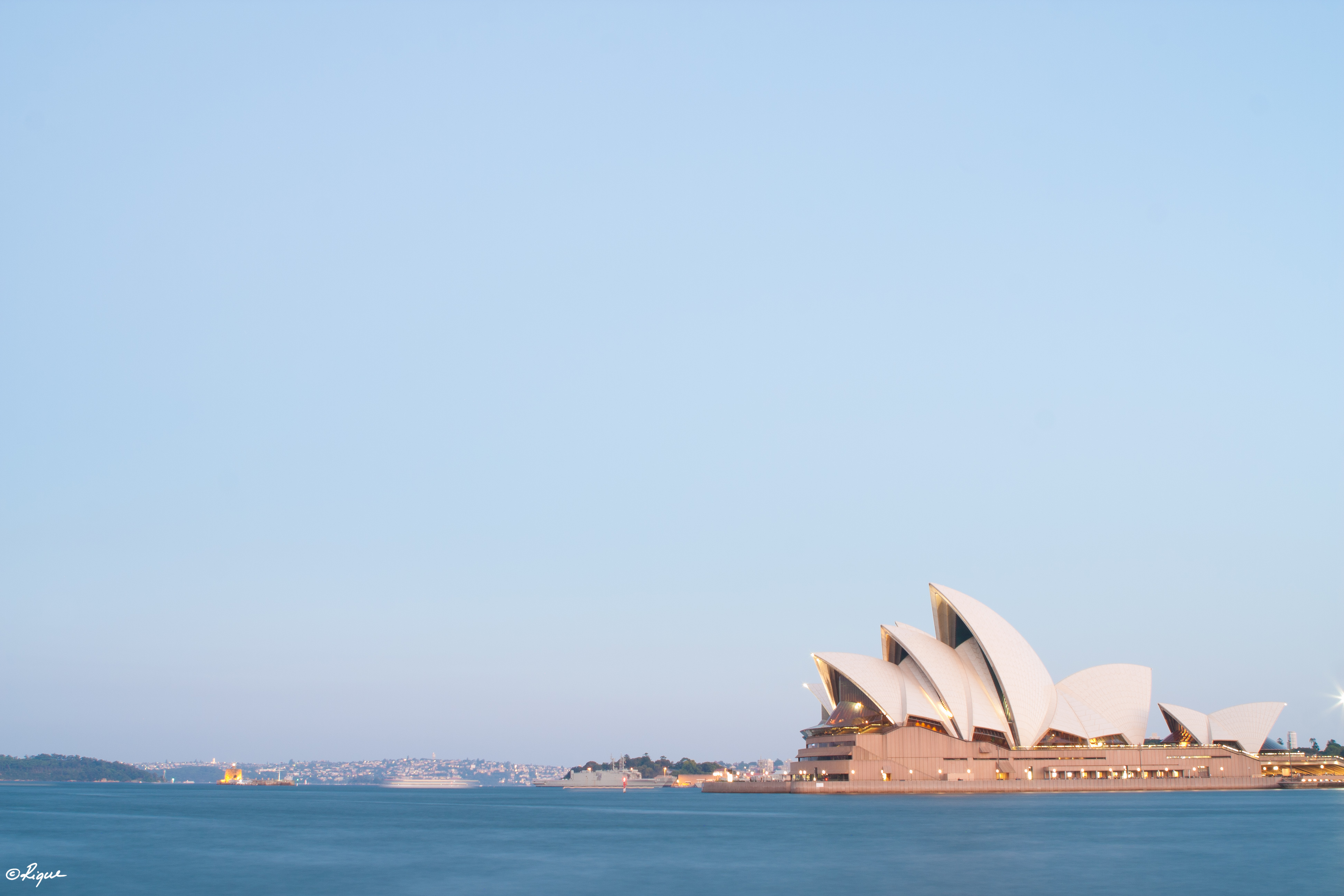
Nhà hát Opera Sydney

Nhà sử học Herodotus (484 – 425 trước công nguyên), và học giả Callimachus của Cyrene (305 – 240 trước công nguyên) biên soạn danh sách bảy kỳ quan thế giới đầu tiên tại Bảo tàng Alexandria. Các bài viết của họ phần lớn không được lưu truyền, trừ các tài liệu tham khảo.
Bảy kỳ quan thế giới cổ là:
- Kim tự tháp Giza (Ai Cập)
- Vườn treo Babylon (Iraq)
- Tượng thần Zeus ở Olympia (Hy Lạp)
- Đền thờ thần Artemis ở Ephesus (Thỗ Nhĩ Kỳ)
- Lăng Halicarnassus (Thổ Nhĩ Kỳ)
- Tượng thần Mặt Trời ở Rhodes (Hy Lạp)
- Hải đăng Alexandria (Hy Lạp)

Kỳ quan duy nhất của thế giới cổ đại còn tồn tại là Kim tự tháp Giza.
Kỳ quan thứ tám của thế giới là một thuật ngữ đôi khi được sử dụng để nói về những thứ có thể so sánh với Bảy kỳ quan của thế giới cổ đại về mức độ ảnh hưởng của nó.

## Danh sách từ thời đại khác
Vào thế kỷ 19 và đầu thế kỷ 20, một số nhà văn đã viết danh sách riêng của mình với những cái tên như Những Kỳ quan thời Trung Đại, Bảy Kỳ quan thời Trung Đại, Bảy Kỳ quan của Trí tuệ Trung Cổ, và Những Kỳ quan có tính kiến trúc thời Trung Đại. Tuy nhiên, các danh sách này có vẻ như không được biên soạn vào thời đại Trung Đại vì chữ Trung Cổ chưa được phát minh cho đến Thời kỳ Khai sáng, và khái niệm về thời Trung Cổ chưa thông dụng cho đến tận thế kỷ 16. Cuốn Brewer's Dictionary of Phrase and Fable gọi chúng là "danh sách sau này", ám chỉ những danh sách này được viết sau thời Trung Đại.
Nhiều kiến trúc trong các danh sách này được xây dựng sớm hơn thời Trung Cổ, nhưng vẫn được nhiều người biết đến.
Một số đại diện điển hình thường được nhắc đến là
- Hầm mộ của Kom El Shoqafa
- Colosseum
- Vạn Lý Trường Thành
- Hagia Sophia
- Tháp nghiêng Pisa
- Đại báo ân tự (chùa Báo Ân - Porcelain Tower of Nanjing)
- Stonehenge

Các địa điểm khác đôi khi được bao gồm trong danh sách như vậy:
- Thành cổ Cairo[1]
- Tu viện Cluny[2]
- Nhà thờ chính tòa Ely[3]
- Taj Mahal[4]

## Các danh sách khác

### American Society of Civil Engineers
Năm 1994, Hiệp hội kỹ sư xây dựng Mỹ (American Society of Civil Engineers) đưa ra danh sách 7 kỳ quan thế giới hiện đại, đại diện cho các thành tựu kỹ thuật xây dựng dân dụng lớn nhất thế kỷ 20:

| Kỳ quan                              | Khởi công           | Hoàn thành          | Địa điểm                                                             | Ghi chú                                                                             |
| ------------------------------------ | ------------------- | ------------------- | -------------------------------------------------------------------- | ----------------------------------------------------------------------------------- |
| Đường hầm eo biển Manche             | 1 tháng 12 năm 1987 | 6 tháng 5 năm 1994  | Eo biển Dover, giữa Vương quốc Anh và Pháp                           | Phần dưới biển dài nhất của bất kỳ đường hầm nào trên thế giới.                     |
| Tháp CN                              | 6 tháng 2 năm 1973  | 26 tháng 6 năm 1976 | Toronto, Ontario, Canada                                             | Cấu trúc đứng độc lập cao nhất thế giới 1976-–2007                                  |
| Tòa nhà Empire State                 | 22 tháng 1 năm 1930 | 1 tháng 5 năm 1931  | Thành phố New York, Hoa Kỳ                                           | Tòa nhà cao nhất thế giới 1931-1970. Tòa nhà đầu tiên với hơn 100 tầng.             |
| Cầu Cổng Vàng                        | 5 thâng 1, 1933     | 27 tháng 5 năm 1937 | Golden Gate, phía bắc San Francisco, California, Hoa Kỳ              | Nhịp cầu treo dài nhất trên thế giới từ 1937 đến 1964.                              |
| Đập Itaipu                           | tháng 1 năm 1970    | 5 tháng 5 năm 1984  | Sông Paraná, giữa Brazil và Paraguay                                 | Nhà máy thủy điện hoạt động lớn nhất trên thế giới về sản xuất năng lượng hàng năm. |
| Công trình đê đập Delta và Zuiderzee | 1920                | 10 tháng 5 năm 1997 | Zeeland, Zuid-Holland, Noord-Holland, Friesland và Flevoland, Hà Lan | Dự án kỹ thuật thủy lực lớn nhất được thực hiện bởi Hà Lan trong thế kỷ XX.         |
| Kênh đào Panama                      | 1 tháng 1, 1880     | 7 tháng 1 năm 1914  | Eo đất Panama                                                        | Một trong những dự án kỹ thuật lớn nhất và khó khăn nhất từng được thực hiện.       |

### USA Today
Vào tháng 11 năm 2006, tờ báo quốc gia Mỹ USA Today và chương trình truyền hình Mỹ Good Morning America đã đưa ra một danh sách "Bảy kỳ quan mới" do sáu vị giám khảo lựa chọn. Một kỳ quan thứ tám đã được chọn vào ngày 24 tháng 11 năm 2006, từ phản hồi của người xem.
| Số | Kỳ quan                                                 | Địa điểm                    |
| -- | ------------------------------------------------------- | --------------------------- |
| 1  | Cung điện Potala                                        | Lhasa, Tây Tạng, Trung Quốc |
| 2  | Thành phố cổ Jerusalem                                  | Jerusalem                   |
| 3  | Băng cực                                                | Địa cực                     |
| 4  | Khu bảo tồn hải dương quốc gia Papahānaumokuākea        | Hawaii, Hoa Kỳ              |
| 5  | Internet                                                | Trái đất                    |
| 6  | Di tích Maya                                            | Bán đảo Yucatán, México     |
| 7  | Cuộc đại di cư của Serengeti và Masai Mara              | Tanzania và Kenya           |
| 8  | Grand Canyon (kỳ quan thứ tám đã được chọn từ khán giả) | Arizona, Hoa Kỳ             |

### CNN
Tương tự như các danh sách kỳ quan khác, không có sự đồng thuận về danh sách bảy kỳ quan thiên nhiên thế giới, và đã có tranh luận về việc danh sách này nên lớn đến mức nào. Một trong nhiều danh sách hiện có được tổng hợp bởi CNN năm 1997: 
- Hiện tượng Cực quang
- Grand Canyon
- Rạn san hô Great Barrier
- Bến cảng ở Vịnh Guanabara của Rio de Janeiro
- Đỉnh Everest
- Núi lửa Parícutin
- Thác Victoria

### New7wonder
Bảy kỳ quan thế giới mới do New7wonder tổ chức bình chọn qua mạng đã được công bố vào thứ 7, ngày 7 tháng 7 năm 2007 tại Lisboa, Bồ Đào Nha. Tuy nhiên, việc bầu chọn trong các kỳ bỏ phiếu qua mạng của New7wonder bị đánh giá là phần lớn mang tính cục bộ, dân tộc, thiếu các tiêu chí khách quan. 
- Khu lăng mộ Giza
- Vạn Lý Trường Thành
- Petra
- Đấu trường La Mã
- Khu di tích Chichén Itzá
- Machu Picchu
- Taj Mahal
- Tượng Chúa Kitô Cứu Thế (Rio de Janeiro)

#### Bảy Kì quan Thiên nhiên Mới của Thế giới
Bảy Kì quan Thiên nhiên Mới của Thế giới bình chọn từ 2007–11
- Thác Iguazu
- Vịnh Hạ Long
- Đảo Jeju
- Vườn quốc gia sông ngầm Puerto Princesa
- Núi Bàn
- Komodo
- Rừng mưa Amazon

#### Bảy thành phố kỳ quan
Bảy thành phố kỳ quan là cuộc bỏ phiếu toàn cầu thứ ba được tổ chức bởi New7Wonders, từ 2011 đến 2014.
- Durban, Nam Phi
- Vigan, Philippines
- Havana, Cuba
- Kuala Lumpur, Malaysia
- Beirut, Liban
- Doha, Qatar
- La Paz, Bolivia